# Euphrictus squamosus
Euphrictus squamosus är en spindelart som först beskrevs av Benoit 1965.  Euphrictus squamosus ingår i släktet Euphrictus och familjen fågelspindlar.
Artens utbredningsområde är Kongo. Inga underarter finns listade i Catalogue of Life.